# Uperoleia saxatilis
Az Uperoleia saxatilis a kétéltűek (Amphibia) osztályának békák (Anura) rendjébe, a Myobatrachidae családba, azon belül az Uperoleia nembe tartozó faj.

## Előfordulása
Ausztrália endemikus faja. Csak Nyugat-Ausztrália államban, a Pilbara-kraton sziklás élőhelyein ismert.

## Felfedezése
Az Uperoleia saxatilis fajt nemrégiben új fajként azonosították a canberrai Ausztrál Nemzeti Egyetem (ANU), valamint a perthi Nyugat-Ausztráliai Múzeum és a Nyugat-Ausztráliai Egyetem kutatói DNS-elemzéssel, a kutatást abból a célból végezték, hogy különbséget tegyenek a nagyon hasonlónak tűnő békafajok között. Az ANU egyik doktorandusza, Renee Catullo elmondta: „a jó hír az, hogy a faj természetvédelem szempontjából biztonságosnak tűnik… Ezek a békák Ausztráliában őshonosak, és ezzel az új fajjal 27-re emelkedik a számuk, ami a második legnagyobb csoportot jelenti az országban élő békafajok között”. A felfedezés egy olyan kutatási projekt része volt, amely genetikai elemzéssel próbálta meghatározni a békák valós fajszámát, mivel a DNS segítségével meg lehet különböztetni a nagyon hasonló fajokat. „Ők a hangjuk alapján különböztetik meg egymást, de mi ebben nem vagyunk olyan jók” – mondta Catullo.

## Megjelenése
Közepes termetű békafaj, testhossza elérheti a 4 cm-t. Háta szürke vagy barna, sötétebb foltokkal és a hát közepén egy alig kivehető, narancssárga hosszanti csíkkal. Néha narancssárga foltok is vannak rajta. A szájszéltől a karig néha egy apró, halvány narancsfehér csík húzódik. A hasa fehér, apró barna foltokkal. A hímek torka sötétbarna. Pupillája vízszintes elhelyezkedésű, a szivárványhártya aranyszínű. A combok hátsó részén néha egy-egy apró narancssárga folt található. Mellső lábának ujjai között nincs úszóhártya, a hátsókén háromnegyed részig van úszóhártya, ujjai végén nincsenek korongok. A parotoid mirigyek, az ágyékon lévő mirigyek és a hát alsó részén lévő mirigyek nagy méretűek, barnák vagy halvány narancsbarnák.

## Életmódja
Nyártól őszig a nedves évszakban szaporodik. A peték, az ebihalak és a fejlődési idő nem ismert, de valószínűleg hasonló más Uperoleia fajokéhoz. A petéket valószínűleg a víz felszíne alá, ideiglenes tavakba és patakmedencékbe rakják.

## Természetvédelmi helyzete
A vörös lista a nem fenyegetett fajok között tartja nyilván. Populációja stabil, fragmentált, több természetvédelmi területen is megtalálható.